# Saturday's Children
Pour plus de détails, voir Fiche technique et Distribution.
Saturday's Children est un film américain réalisé par Vincent Sherman, sorti en 1940.
C'est le troisième remake de la pièce de Maxwell Anderson, le précédent étant sorti sous le titre Maybe It's Love en 1935.

## Synopsis
Bobby Halevy, 22 ans, tombe amoureuse de son collègue de travail, Rims Rosson. Rosson est un rêveur idéaliste et un inventeur dont le projet pour s'enrichir consiste à partir à Manille pour transformer du chanvre en soie. Leur histoire d'amour s'épanouit jusqu'à ce que Bobby envisage de tromper Rims pour le forcer à l'épouser. Vivant dans la pauvreté et au bord de la rupture, le couple se rend compte qu'il y a bien plus dans la vie que d'accumuler de l'argent.

## Fiche technique
- Réalisation : Vincent Sherman
- Scénario : Julius J. Epstein, Philip Epstein d'après la pièce de 1927 Saturday's Children de Maxwell Anderson
- Producteur : Hal B. Wallis
- Photographie : James Wong Howe
- Montage : Owen Marks
- Musique : Leo F. Forbstein, Adolph Deutsch
- Distributeur : Warner Bros.
- Durée : 103 minutes
- Dates de sortie :
  - États-Unis : 4 mai 1940 (New York)
  - États-Unis : 11 mai 1940

## Distribution
- John Garfield : Rims Rosson
- Anne Shirley : Bobby Halevy
- Claude Rains : Mr. Halevy
- Lee Patrick : Florrie Sands
- George Tobias : Herbie Smith
- Roscoe Karns : Willie Sands
- Dennie Moore : Gertrude Mills
- Elizabeth Risdon : Mrs. Halevy
- Berton Churchill : Mr. Norman
- Lucile Fairbanks : nurse
- John Qualen : first carpenter